# Marienkirche (Kayh)

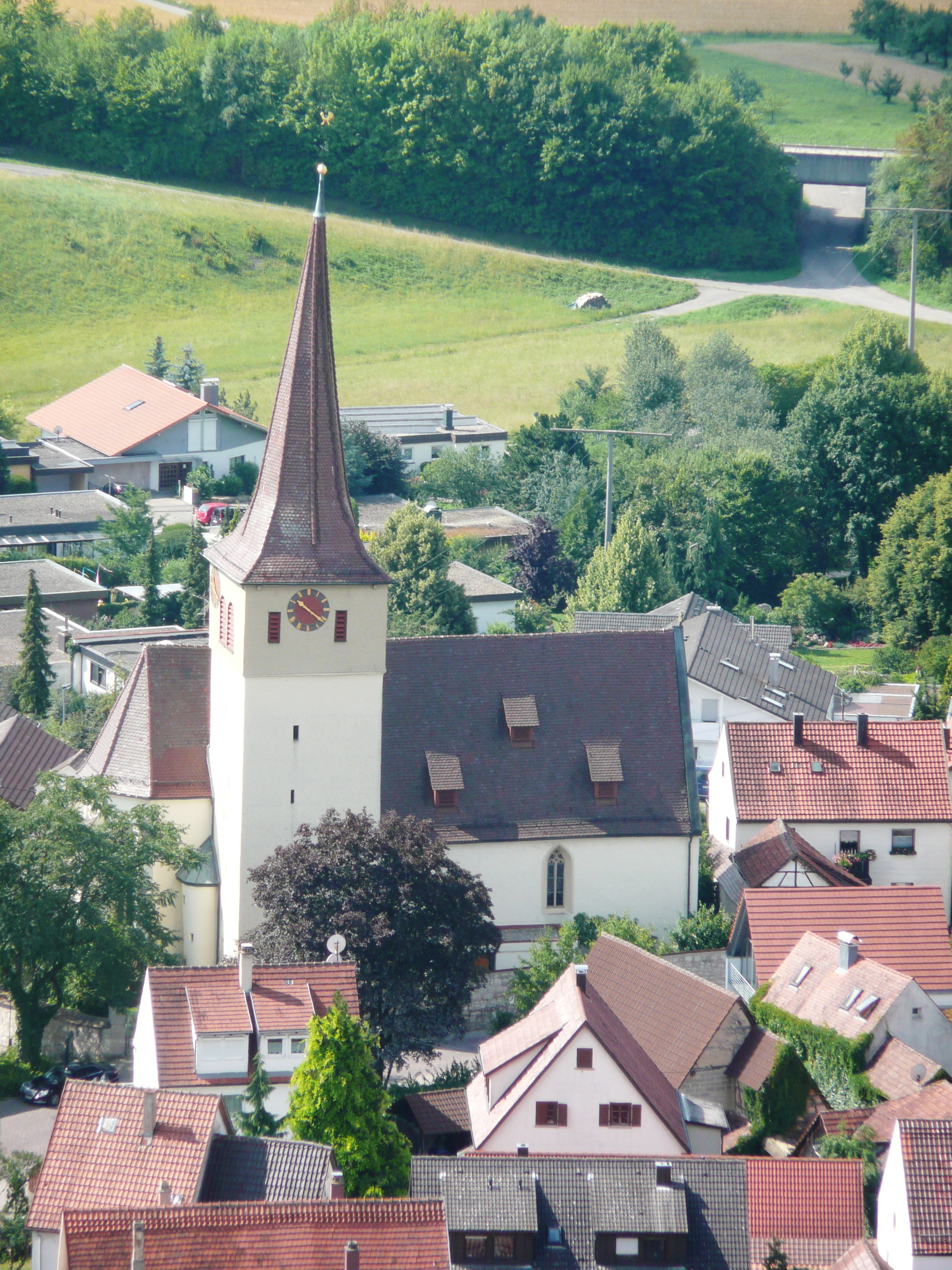
Marienkirche in Kayh

Die evangelische Marienkirche steht in Kayh, einem Stadtteil von Herrenberg im Landkreis Böblingen in Baden-Württemberg. Das Bauwerk ist beim Landesamt für Denkmalpflege Baden-Württemberg als Kulturdenkmal eingetragen. Die Kirchengemeinde gehört zum Kirchenbezirk Herrenberg der Evangelischen Landeskirche in Württemberg.

## Beschreibung
Die Saalkirche besteht aus einem Langhaus, das in Teilen vor 1350 erbaut wurde, einem eingezogenen, dreiseitig geschlossenen, spätgotischen Chor im Osten und einem Chorflankenturm an dessen Nordwand, der im Kern zu einer ehemaligen Wehrkirche gehörte. Der Chorflankenturm wurde mit einem Geschoss aufgestockt, das die Turmuhr und den Glockenstuhl beherbergt, und mit einem achtseitigen Knickhelm bedeckt.
Der Innenraum des Langhauses ist mit einer Flachdecke überspannt, der des Chors mit einem Netzgewölbe auf Konsolen. Die Glasmalereien in den Maßwerkfenstern im Chor wurden 1907 hinzugefügt. Im Langhaus wurden 1699 an drei Seiten Emporen eingebaut, deren Brüstungen mit 26 Ölbildern verziert sind.